# Pemolina
La pemolina es un estimulante moderado del sistema nervioso central.

## Farmacología
Es una amina simpaticomimética de acción central. Difiere de otros estimulantes como las anfetaminas, tanto en estructura química como en perfil farmacodinámico, dado que la pemolina actúa débilmente sobre el sistema nervioso simpático, por lo que carece de algunos efectos secundarios típicos en esta clase de drogas. Su mecanismo de acción se atribuye a su rol como inhibidor de la recaptación de dopamina.

### Usos médicos
Está indicada como psicoestimulante para el tratamiento del TDAH; pero también se ha utilizado en la narcolepsia e hipersomnia primaria, en estados depresivos y como agente antiasténico, en los estados de fatiga crónica. A diferencia de otras sustancias del mismo tipo, la pemolina no tiene acción anorexígena.
Es un estimulante más potente que la cafeína, pero menos potente que la anfetamina o el metilfenidato. Las marcas comerciales más conocidas suelen presentarse en comprimidos conteniendo 50 mg de pemolina magnésica, que es la forma farmacéutica más común. La dosis mínima activa ronda los 25 mg; el rango de dosis terapéuticas suele flucutar entre 75 y 100 mg. La dosis máxima recomendada suele ser de 150 mg.

## Información general
La pemolina se absorbe rápidamente en el intestino y es biotransformada en el
hígado. Su semivida en el organismo es apreciablemente mayor que la del metilfenidato, por lo que puede administrarse en una sola toma diaria; su potencial de abuso, a su vez, es menor. Otra ventaja comparativa de la pemolina es el hecho de no haber sido incluida en la Lista II por la Convención de Sustancias Psicotrópicas, sino en la Lista IV , por lo que es una sustancia mucho menos controlada.
Hasta hace pocos años, se la utilizó como opción farmacológica de segunda línea en el tratamiento del TDAH, cuando no había buena respuesta al metilfenidato o no era bien tolerado. Aunque la tasa de éxito terapéutico de la pemolina en el tratamiento del TDAH es significativamente menor que la del metilfenidato, ciertas peculiaridades de la sustancia favorecieron su prescripción: su status legal, su perfil de efectos secundarios, su menor potencial de abuso y su semivida prolongada. Sin embargo, la FDA (Food and Drug Administration) de los EE. UU. desaconsejó recientemente el uso de la pemolina, aportando evidencia respecto del riesgo potencial de hepatotoxicidad de esta sustancia. A causa de esto, la pemolina ha sido retirada del mercado en varios países, por ejemplo el Reino Unido. En los lugares donde aún se comercializa, ocasionalmente se la incluye en esquemas farmacológicos para tratar el TDAH y, en menor medida, la narcolepsia y la hipersomnia primaria.